# 叶聪
叶聪（1979年11月7日—），湖北黄陂人，中国载人深潜专家，中国船舶重工集团公司第702研究所研究员，蛟龙号载人潜水器的主任设计师、质量师、建造师和潜航员。

## 生平
2001年毕业于哈尔滨工程大学。